# Franco Rasetti
Franco Dino Rasetti (ur. 10 sierpnia 1901, zm. 5 grudnia 2001) – włoski naukowiec. Wraz z Enrico Fermim odkrył kluczowe procesy prowadzące do rozszczepienia jądrowego. Rasetti odmówił pracy w Projekcie Manhattan. 

## Życiorys
Rasetti urodził się w Castiglione del Lago we Włoszech. Uzyskał doktorat z fizyki na Uniwersytecie w Pizie w 1923 roku, a Fermi zaprosił go do przyłączenia się do jego grupy badawczej na Uniwersytecie w Rzymie. W 1930 roku został powołany na przewodniczącego spektroskopii na Uniwersytecie La Sapienza w Rzymie, w słynnym Instytucie Fizyki w Via Panisperna. Rasetti pozostał na tym stanowisku do 1938 roku. Rasetti był jednym z głównych współpracowników Fermiego w badaniu neutronów i ich radioaktywności. W 1934 miał udział w odkryciu sztucznej radioaktywności fluoru i aluminium, co miało znaczenie w rozwoju bomby atomowej. W 1939 r. postęp faszyzmu i pogarszająca się sytuacja polityczna we Włoszech doprowadziła go do opuszczenia Włoch. Z Fermim odkrył klucz do rozszczepienia jądrowego, ale w przeciwieństwie do wielu swoich kolegów, nie chciał ze względów moralnych dołączyć do pracy nad projektem Manhattan. Od 1939 do 1947 roku wykładał na Uniwersytecie Laval w Quebec (Kanada), gdzie był założycielem przewodniczącego wydziału fizyki. W 1947 roku przeniósł się do Stanów Zjednoczonych, gdzie dostał obywatelstwo w 1952 roku. Do 1967 pracował w Uniwersytecie Johnsa Hopkinsa, w Baltimore. Po roku 1960 był bardziej zainteresowany naukami przyrodniczymi. Stał się ekspertem w dziedzinie skamieniałości trylobitów i alpejskich kwiatów. Zmarł w miejscowości Waremme w Belgii w wieku 100 lat.

## Nagrody
W 1952 roku został odznaczony Medalem Karola Doolittle Walcott przez Narodową Akademię Nauk za zasługi dla kambru paleontologii.